# Koro (langue tibéto-birmane)
Pour les articles homonymes, voir koro.
Le koro est une langue tibéto-birmane parlée en Inde, dans l'État d'Arunachal Pradesh. 

## Découverte
Cette langue fut découverte en 2008 dans le cadre du programme The Enduring Voices (les voix qui perdurent) au cours d'une expédition du National Geographic.
Bien que cent cinquante langues tibéto-birmanes soient parlées en Inde, les linguistes n'ont pas pu identifier une seule d'entre elles proche du koro, et pourrait comme telle être considérée comme un isolat. La préservation de cette langue apparait d'autant plus remarquable que dans les villages où elle a été découverte, elle voisine avec d'autres langues majoritaires, le aka (en) et le miji (en), dont le lexique, la grammaire et la phonologie apparaissent très éloignés.

## Phonétique
Les syllabes courtes et mélodiques du koro le distinguent des autres langues de la région.